# Биркин, Родион Петрович
Родион Петрович Би́ркин (? — 1589) — государственный деятель второй половины XVI века в царствование Ивана Грозного и Фёдора Иоанновича.
Из рязанского дворянского рода Биркиных. Имел единственное поместье в с. Курманова Поляна, Федосово тож, Пехлецкого стана (впоследствии Ряжского уезда).
В 1558 году был дружкою на свадьбе князя Владимира Андреевича. Известен при царском дворе с 1574, являлся приближенным Ивана Грозного. Состоял в Особом дворе царя, был одним из лидеров среди представителей «худородного» дворянства. По свидетельству английского дипломата Д. Горсея, был «любимцем» Ивана IV. Свидетель смерти Ивана Грозного: именно Родион Биркин играл в шахматы с царём за несколько мгновений до его кончины.
Был тестем влиятельного думного дьяка Андрея Шерефединова. В 1582 г. участвовал во встрече папского представителя Антония Поссевино. В 1584 году по наущению дьяка Андрея Шерефединова, незаконно завладел селом Шиловым, которое и отдал в заклад Шерефединову, но, по приговору суда, должен был вернуть село законным владельцам. По решению Боярской думы Шерефединов и Биркин лишились своих должностей. Р. П. Биркин стал выборным дворянином по Рязани с окладом в 550 четей, ещё сильнее пострадал его тесть, ранее влиятельный думный дьяк А. Шерефединов. Это произошло вследствие ликвидации Особого двора после смерти Ивана Грозного и победы аристократической партии над «худородными» выдвиженцами.
С 1585 года служил осадным головой в Пронске, при воеводе Ефиме Бутурлине; был 2-м воеводой в сторожевом полку по «крымским вестем».
В 1587-1588 годах направлен царём Фёдором Иоанновичем послом в Кахетию (русское посольство Биркина и Пивова), где принял в русское подданство кахетинского царя Александра II (1527—1605), который согласился «со всею Иверскою землею быть в государеве жалованье под его царскою рукою», что впоследствии послужило основанием для включения Грузии в состав России.
В Боярском списке 1588/1589 г. рядом с именем Р. П. Биркина имеются помёты: «Сказался болен. Умре».